# Voltampere
In elettrotecnica, il voltampere (simbolo: VA) è l'unità di misura, accettata dal sistema internazionale, per la potenza apparente in un sistema in corrente alternata. Dimensionalmente equivale al watt (simbolo: W) e al voltampere reattivo (simbolo: var), ovvero kg × m2 × s−3, unità di misura utilizzate in relazione al fatto che generalmente non ha significato sommare tra loro potenze attive (W), reattive (var) e apparenti (VA). La potenza apparente è il prodotto dei valori efficaci di tensione e corrente:
{\displaystyle P_{A}=V_{e}\cdot I_{e}}
In regime periodico sinusoidale, la potenza apparente è il modulo della potenza complessa e quindi si può indicare con {\displaystyle S}.